# Antal Acsay
Antal Acsay (n. 28 octombrie 1861, Felsőalpár; d. 10 septembrie 1918, Budapesta) a fost un scriitor, istoric, critic literar maghiar.